# Jesús Cataldo Cariglino
Jesús Cataldo Cariglino (General Sarmiento, 14 de octubre de 1956) es un funcionario público argentino que ocupó el cargo de intendente de Malvinas Argentinas con elecciones consecutivas desde 1995 y hasta el 2015, atravesando cinco períodos de intendencia. 

## Biografía
Jesús Cariglino, "el negro" como lo llaman sus allegados, nació en el seno de una familia de origen italiano llegada a Ingeniero Pablo Nogués en 1954, cuando la localidad comenzaba a perfilarse. Al poco tiempo la familia se trasladó a Los Polvorines, donde el dirigente concurrió a la escuela 49, actual 18.
Está casado con Estela María Invernizzi y es padre de tres hijos: Rodrigo, Enzo y Marina. Su hermano es Roque Cariglino, senador de Buenos Aires.
Durante la adolescencia desempeño diferentes trabajos; y ya entrando en la adultez instaló su panadería.[cita requerida] En 1994, se perfiló la división del partido de General Sarmiento en tres circunscripciones: Malvinas Argentinas, José C. Paz y San Miguel. 
El 14 de mayo de 1995 fue elegido primer Intendente de Malvinas Argentinas, asumió el 10 de diciembre, fue reelecto por el período 1999-2003, para un tercer período entre 2003-2007, por cuarta vez en el 2007-2011 y en octubre de 2011 lo eligieron para asumir su quinto mandato consecutivo en el período 2011-2015. 
Previo a las Primarias de 14 de agosto de 2011, Cariglino decidió sumarse al partido que encabeza Eduardo Duhalde (Unión Popular)

## Gestión en Malvinas Argentinas
Tras la creación de Malvinas Argentinas como partido al realizarse la división del viejo Partido General Sarmiento y al asumir el cargo de Intendente de Malvinas Argentinas, Cariglino manifestaba: "Merecen una especial atención, las tramitaciones llevadas a cabo ante las autoridades provinciales y el Estado Mayor del Ejército para lograr el traslado de la Compañía de Municiones 601" un anhelo de los vecinos de Malvinas Argentinas.
Durante su gestión se reforzó el sistema de salud municipal con nuevos hospitales En el año 1999, el municipio compró por $ 7.004.004, mediante una subasta del Ministerio de Defensa, 60 hectáreas de la Compañía de Municiones 601 que pertenecían al Ejército Nacional; hoy conocido como "ex Batallón 601". En el mismo, funcionó el centro clandestino de detención La Casa del Cilindro, según el informe oficial de la CONADEP.En cuanto a la seguridad, el municipio cuenta con cuatro Centros de Monitoreo   con cámaras distribuidas a lo largo de todo el distrito, también cuenta con patrulleros blindados, que el ultimo año incorporaron el sistema TETRA de comunicación y seguimiento, y desde la incorporación del CPC(Comando de Patrullas Comunitarias) el delito en la zona ha disminuido un 30%.
En la gestión de Cariglino se reiteraron las denuncias por abandono, maltrato y violencia institucional.
Por estos delitos han sido enjuiciados varios de sus funcionarios. Siendo descrito como barón del conurbano, se ha denunciado la utilización de patotas o fuerzas de choque contra opositores. Fueron reiterados durante la gestión de Cariglino en Malvinas Argentinas los casos de represión y de violencia de género. Estos incluyeron ataques a militantes de fuerzas opositoras y a grupos de mujeres, disparos contra una embarazada (que quedó parapléjica) y amenazas de muerte al principal dirigente de la oposición. Fueron reiteradas durante su gestión las denuncias de ataques a sus propios militantes.
En 2015 Leonardo Nardini sería electo, terminando con dos décadas de gobierno de Cariglino. El incondicional apoyo del Gobierno Nacional y Provincial ocasionó la intervención de una comisaría de policía y el relevo de un subcomisario encargado de la seccional justificando “inacción” ante la escalada de violencia. Días antes de terminar su gestión, se produjo una controversia por la aprobación de una ordenanza. En una sesión extraordinaria del Concejo Deliberante, la mayoría oficialista acompañada por ediles de la Coalición Cívica ARI, aprobó la ordenanza 1610/15 que otorgó el nombramiento en planta permanente del personal municipal y que fuera derogada por el electo intendente aludiendo que "se elevó el sueldo del intendente (de $56.000 a $138.000)", Esto desembocó en un masivo despido de los secretarios, delegados, tesoreros y demás personal jerárquico de la Municipalidad. Los concejales del Frente, el único bloque opositor, no fueron a la sesión, argumentando que era "ilegal".

## Gestión en Salud
La gestión de Cariglino como intendente en Malvinas Argentinas se caracterizó por el gran desarrollo de centros de salud que convirtieron al distrito en referente nacional
También son de destacar la creación del centro de reciclaje de residuos, y en este sentido una mención especial al sistema de reciclaje de aceites usados de cocina, se obtenían hasta el 40% de los combustibles que utilizaban los móviles de la flota municipal.
Terminando su quinto mandato, Cariglino dejó casi finalizada la construcción de una Unidad de Diagnóstico Precoz. Cancio denunció que el municipio durante la gestión de Cariglino "realizó contrataciones directas que violan claramente toda la legislación" y deslizó que también podría haber habido "lavado de dinero".
Cuando asumió la primera intendencia, Malvinas Argentinas contaba sólo con dos hospitales: el de agudos Dr. Carrillo y la maternidad Mohibe Akil de Menem. Gracias a la inversión en materia de salud, durante los cinco períodos de gestión Malvinas Argentinas pasó a tener 12 hospitales municipales altamente equipados, entre los que se encuentran el Hospital de Trauma y Emergencias Federico Abete, el Centro Municipal de Cirugía Robótica, el Centro Municipal de Obesidad Dr. Cormillot, la maternidad municipal Eva Duarte de Perón, el Hospital Pediátrico Dr. Claudio Zin, el Centro de Diabetes Dr. Maggio, el Centro de Alta Complejidad Cardiovascular, el Hospital Oftalmológico, el Hospital Odontológico, el Hospital de Rehabilitación Dr. Drozdowski, el hospital de salud mental Evita y el Polo Sanitario. Además, Malvinas Argentinas cuenta también con 32 centros de atención primaria en cada uno de los barrios.

## Política
Durante 2015 tuvo un acercamiento con el Pro. Se presentó a revalidar el cargo por el Frente Renovador, tras 20 años perdió a manos de Leonardo Nardini.
 En mayo de 2016 fue sumado al gabinete María Eugenia Vidal. "Se incorporará a trabajar con nosotros, aunque todavía no sabemos si va a ser asesor de ministro de Gobierno o si va a cumplir funciones en la Subsecretaría de Gobierno y Asuntos Municipales junto a Campbell".
En 2017, una comisión investigadora del senado de la provincia denunció al senador provincial Roque Cariglino y a su hijo Maximiliano Cariglino, por estafa al municipio, "Los Cariglino aumentaron exponencialmente sus ganancias y le quitaron recaudación a la caja del municipio, existiendo delitos como malversación de caudales públicos, y el incumplimiento de los deberes de funcionario público",
En 2018 la Comisión Investigadora denunció al senador provincial de Cambiemos Roque Cariglino y a su hijo Maximiliano, por estafa al municipio, con el aval del exintendente Jesús C. Según las investigaciones del Concejo Deliberante hubo una reducción de deuda que les permitió ganancias millonarias a partir de la venta de terrenos. Según los ediles, el “clan” Cariglino incurrió en manejos fraudulentos para lograr una quita de tasas a un fideicomiso que integraban Roque y Maximiliano, que permitió un negocio millonario a partir de la adquisición de terrenos, sin el aval del Deliberante, permitiendo cuantiosas ganancias para los implicados en la denuncia”. El ex intendente y sus hijos están denunciados por los delitos de defraudación agravada, asociación ilícita, malversación de los caudales públicos, negociación incompatible con el ejercicio de funciones públicas y enriquecimiento ilícito.

## Causas judiciales

### Causa Chacra Castellano
A 2018 estaba imputado en los Tribunales de San Martín, en la causa denominada “Chacra Castellano”, que involucra a Jesús C., a su hermano Roque y al concejal Maximiliano, por asociación ilícita y estafa para ejecutar un negocio inmobiliario. La causa se originó por una propiedad de 15 hectáreas frente a la quinta ‘Los Abrojos’ de Mauricio Macri. Castellano denunció que compraron a su padre el terreno que vale 15 millones de dólares.
Tras adquirir las tierras aprobaron una quita de tasas en un expediente que está caratulado con un fideicomiso que es SRL 1010, integrado por Roque Cariglino, por Maximiliano Cariglino, Edgardo Daniel Dumont, entre otros. Ellos representan al fideicomiso de Chacras Castellano y solicitan al municipio una quita sobre las tasas de ese emprendimiento. La quita del total de la deuda sobre esa propiedad se aprobó en el Deliberante. Según la denuncia, los Cariglino aumentaron sus ganancias y le quitaron recaudación al municipio.